# Corimbion caliginosum
Corimbion caliginosum là một loài bọ cánh cứng trong họ Cerambycidae.